# Hybanthus concolor
Hybanthus concolor är en violväxtart som först beskrevs av Thomas Furly Forster, och fick sitt nu gällande namn av Spreng.. Hybanthus concolor ingår i släktet Hybanthus och familjen violväxter. Inga underarter finns listade i Catalogue of Life.